# 兵越峠
兵越峠（ひょうごしとうげ）は、静岡県浜松市天竜区と長野県飯田市の間にある標高1,165mの峠である。地図上ではヒョー越と表記されるものもあり、単に兵越（ひょうごえ）と呼ぶこともある。また飯田市南信濃では、兵越峠（ひょうこしとうげ）と濁らずに呼んでいる。
名前の由来は武田信玄が西上作戦の折りにこの峠を越えたからといわれている。

## 概要
長野県道369号・静岡県道412号南信濃水窪線及び浜松市道水窪白倉川線(旧兵越林道)がこの峠を通過しており、国道152号の青崩峠部分の車道が未開通のため、その迂回路として利用されている。
三遠南信自動車道はこの峠の下をトンネルで通過する予定だったが、付近の地盤が極めて脆弱であることがのちの調査で判明したため、先だって開通していた草木トンネル共々同自動車道のルートから外された。

## 年中行事
この峠で1987年より、毎年10月の第4日曜日に浜松市と飯田市で「峠の国盗り綱引き合戦」という綱引き行事が行われている。その事については峠の国盗り綱引き合戦の項を参照。